# Psychotria ulviformis
Psychotria ulviformis är en måreväxtart som beskrevs av Julian Alfred Steyermark. Psychotria ulviformis ingår i släktet Psychotria och familjen måreväxter. Inga underarter finns listade i Catalogue of Life.